# Route der Industriekultur Rhein-Main Bad Vilbel

Logo der Route der Industriekultur Rhein-Main

Die Route der Industriekultur Rhein-Main Bad Vilbel ist eine Teilstrecke der Route der Industriekultur Rhein-Main in der hessischen Stadt Bad Vilbel. Das Projekt versucht Denkmäler der Industriegeschichte im Rhein-Main-Gebiet zu erschließen.

## Liste der Route in Bad Vilbel
- Adrian Sprudel
- Astra Quelle
- Barbarossa Brunnen
- Villa Belle Quelle
- Brod‘scher Sprudel
- Brunnenmuseum
- Chattia Quelle
- Delphin Brunnen
- Dora Brunnen
- Elfen Quelle
- Elisabethen Quelle
- Friedrich Karl Sprudel
- Gloria Quelle
- Hasan Quelle
- Hassia Sprudel
- Hassia-Quellmuseum
- Hermes Quelle
- Hessen Quelle
- Hessental Quelle
- Jamina Quelle
- Kohlensäurewerk
- Kronia Quelle
- Dr. Lenz Quelle
- Ludwig Quelle
- Luisen Quelle
- Luna Quelle
- Mayen Quelle
- Mathilden Quelle
- Orion Quelle
- Olympische Quelle
- Getränkevertrieb Rack
- Römische Thermen Bad Vilbel
- Siegfried Quelle
- Sport Quelle
- Venus Quelle
- Vigeno Brunnen
- Wilhelms Brunnen
- Ziegelei (Massenheim) in Massenheim
- Heimatmuseum Massenheim